# Carbonatocianotrichite
La carbonatocianotrichite è un minerale appartenente al gruppo della cianotrichite.